# Jakov Gojun
Jakov Gojun, né le 18 avril 1986 à Split en Yougoslavie, est un handballeur croate évoluant au poste de défenseur dans le club du Füchse Berlin depuis 2015.
Il évolue également en équipe de Croatie avec laquelle il a notamment été vice-champion du monde 2009, vice-champion d'Europe 2010 et médaillé de bronze aux Jeux olympiques de 2012 à Londres.

## Parcours
- RK Zamet Rijeka : ?
- RK Siscia : avant 2009
- RK Zagreb : de 2009 à 2012
- BM Atlético de Madrid : 2012-2013
- Paris Saint-Germain : 2013-2015
- Füchse Berlin : 2015-

## Palmarès

### Club
Compétitions internationales
- Coupe du monde des clubs (5) : 2012, 2015

Compétitions nationales
- Champion de Croatie (3) : 2010, 2011, 2012
- Coupe de Croatie (3) : 2010, 2011, 2012
- Coupe du Roi (1) : 2013
- Championnat de France (1) : 2015
- Coupe de France (2) : 2014, 2015
- Trophée des champions (1) : 2015

### Équipe nationale
Jeux olympiques
- Médaillé de bronze aux Jeux olympiques de 2012 à Londres ( Royaume-Uni).

Championnat du monde
- Médaillé d'argent au Championnat du monde 2009 en Croatie.
- Médaillé de bronze au Championnat du monde 2013 en Espagne.
- 6e place au Championnat du monde 2015 au Qatar.

Championnat d'Europe
- Médaillé d'argent au Championnat d'Europe 2010 en Autriche.
- Médaillé de bronze au Championnat d'Europe 2012 en Serbie.
- 4e place au Championnat d'Europe 2014 au Danemark.
- Médaillé de bronze au Championnat d'Europe 2016 en Pologne.